# Răcăciuni
Răcăciuni é uma comuna romena localizada no distrito de Bacău, na região de Moldávia. A comuna possui uma área de 81.79 km² e sua população era de 8307 habitantes segundo o censo de 2007.